# Чашник
Чашник (велик виночерпец, царски главен виночерпец) e дворцово звание на виночерпеца по време на Второто Българско царство през XIII – XIV век. Титлата съответства на византийската епикерний.
Чашникът организира царските пиршества и се грижи за царските вина. От историческите извори са известни чашниците Петър, монах Силвестър (чашник на цар Иван Александър), Срацимир (чашник на цар Иван Шишман). През XIV век в Сливенско е изграден Епикерниев манастир, чийто ктитор е епикерний, т.е. чашник.